# Merya
Merya ist ein Verwaltungsbezirk (englisch Ward) des Distrikts Singida (DC) in der tansanischen Region Singida.

## Geografie
Merya ist ein Bezirk im nördlichen Zentralteil von Tansania etwa 25 Kilometer Luftlinie nordöstlich der Regionshauptstadt Singida. Bei der Volkszählung 2022 lebten 9472 Menschen in 1744 Haushalten auf einer Fläche von 61 Quadratkilometern.

### Nachbarbezirke
Der Bezirk grenzt an sechs Bezirke des Distrikts Singida (DC):
| Mrama     | Ikhanoda                                    | Mwasauya |
|           | Kompassrose, die auf Nachbargemeinden zeigt | Maghojoa |
| Kinyagigi | Itaja                                       |          |

## Gliederung
Der Bezirk besteht aus vier Gemeinden (swahili Mtaa) mit 16 Orten (Kitongoji):
| Merya - Ikugha Magharibi - Ikugha Mashariki - Merya Juu - Amani - Kawawa | Kinyamwambo - Kinyamwambo Mashariki - Kinyamwambo Kusini - Ghoyosita | Mvae - Kitanjigha - Mvae - Kalovya - Mkunguu - Kawawa | Mwarufyu - Matongo A - Matongo B - Mwarufyu |

## Wirtschaft und Infrastruktur
- Tierhaltung: Der Nutztierbestand umfasst 4300 Rinder, 3300 Ziegen, 1100 Schafe und 10.800 Hühner (Stand 2016).[8]
- Bildung: Die Merya Secondary School ist eine staatliche weiterführende Schule mit einer Ausbildung für Tagesschüler bis zur 4. Stufe.[9]
- Gesundheit: In der Gemeinde Mvae liegt eine staatliche Apotheke.[10] Die Apotheke in Merya wird von der evangelischen Kirche geleitet.[11]
- Verkehr: Durch den Süden des Bezirks verläuft die asphaltierte Nationalstraße T14 von Singida nach Babati.[12]

## Sonstiges
Von Februar 2020 bis Oktober 2021 führte die finnische Botschaft ein Projekt zur Eindämmung der weibliche Genitalverstümmelung durch. In Merya und vier weiteren Bezirken des Distrikts wurden beinahe 30.000 Menschen angesprochen. Außerdem wurden verschiedene Gemeindegruppen und Institutionen erreicht, wie religiöse Führer, Lehrer und traditionelle Geburtshelfer.